# Uruguayaans voetbalelftal in 2002
Het Uruguayaans voetbalelftal speelde in totaal tien interlands in het jaar 2002, waaronder drie duels bij het WK voetbal in Japan en Zuid-Korea. Daar werd de ploeg onder leiding van bondscoach Víctor Púa in de groepsronde uitgeschakeld na één nederlaag en twee gelijke spelen. Púa werd na het toernooi opgevolgd door interim-bondscoach Jorge da Silva bij La Celeste. Op de FIFA-wereldranglijst zakte Uruguay in 2002 van de 22ste (januari 2002) naar de 28ste plaats (december 2002).

## Balans
| Wedstrijden | Wedstrijden | Wedstrijden | Wedstrijden | Doelpunten | Doelpunten | Doelpunten | Punten |
| Gespeeld    | Winst       | Gelijk      | Verlies     | Voor       | Tegen      | Saldo      | Punten |
| ----------- | ----------- | ----------- | ----------- | ---------- | ---------- | ---------- | ------ |
| 10          | 3           | 3           | 4           | 14         | 14         | 0          | 0.900  |

## Interlands
|                                     |                                        |       |                 |                                                                                            |
| 13 februari Vriendschappelijk № 678 | Uruguay                                | 2 – 1 | Zuid-Korea      | Estadio Centenario, Montevideo Toeschouwers: 45.000 Scheidsrechter: Horacio Elizondo (ARG) |
| 13 februari Vriendschappelijk № 678 | Sebastián Abreu 6' Sebastián Abreu 55' |       | 27' Kim Do-Hoon | Estadio Centenario, Montevideo Toeschouwers: 45.000 Scheidsrechter: Horacio Elizondo (ARG) |

|                                  |                                                                      |       |                                    | |
| 27 maart Vriendschappelijk № 679 | Saoedi-Arabië                                                        | 3 – 2 | Uruguay                            | Prince Mohamed bin Fahd Stadion, Dammam Toeschouwers: 17.000 Scheidsrechter: Farid Al Marzuki (UAE) |
| 27 maart Vriendschappelijk № 679 | Abdullah Al-Dossari 9' Abdullah Al-Wakid 17' Abdullah Al-Dossari 18' |       | 4' Diego Forlán 58' Fabián O'Neill | Prince Mohamed bin Fahd Stadion, Dammam Toeschouwers: 17.000 Scheidsrechter: Farid Al Marzuki (UAE) |

|                                  |                       |       |                     |                                                                                        |
| 17 april Vriendschappelijk № 680 | Italië                | 1 – 1 | Uruguay             | Stadio Giuseppe Meazza, Milaan Toeschouwers: 16.773 Scheidsrechter: Stéphane Bre (FRA) |
| 17 april Vriendschappelijk № 680 | Christian Panucci 73' |       | 77' Sebastián Abreu | Stadio Giuseppe Meazza, Milaan Toeschouwers: 16.773 Scheidsrechter: Stéphane Bre (FRA) |

|                                |                                     |       |                     |                                                                                      |
| 12 mei Vriendschappelijk № 681 | Verenigde Staten                    | 2 – 1 | Uruguay             | RFK Stadium, Washington D.C. Toeschouwers: 30.413 Scheidsrechter: Fredy Burgos (GUA) |
| 12 mei Vriendschappelijk № 681 | Tony Sanneh 6' DaMarcus Beasley 39' |       | 59' Sebastián Abreu | RFK Stadium, Washington D.C. Toeschouwers: 30.413 Scheidsrechter: Fredy Burgos (GUA) |

|                                |       |                                         |         |                                                                                     |
| 16 mei Vriendschappelijk № 682 | China | 0 – 2                                   | Uruguay | Wulihe Stadion, Shenyang Toeschouwers: 40.000 Scheidsrechter: Piromnya Chalah (THA) |
| 16 mei Vriendschappelijk № 682 |       | 74' Sebastián Abreu 87' Sebastián Abreu |         | Wulihe Stadion, Shenyang Toeschouwers: 40.000 Scheidsrechter: Piromnya Chalah (THA) |

|                                |                              |       |                                         |                                                                                                |
| 21 mei Vriendschappelijk № 683 | Singapore                    | 1 – 2 | Uruguay                                 | Nationaal Stadion, Singapore Toeschouwers: 23.834 Scheidsrechter: Subkhiddin Mohd Salleh (MAS) |
| 21 mei Vriendschappelijk № 683 | Indra Sahdan Daud 82' (pen.) |       | 27' Richard Morales 77' Richard Morales | Nationaal Stadion, Singapore Toeschouwers: 23.834 Scheidsrechter: Subkhiddin Mohd Salleh (MAS) |

| WK voetbal 2002 |
| --------------- |

|                                             |                                             |           |                     |                                                                               |
| 1 juni WK-eindronde Groep A № 685 18:00 uur | Denemarken                                  | 2 – 1     | Uruguay             | Munsu Cup Stadion, Ulsan Toeschouwers: 30.157 Scheidsrechter: Saad Mane (KUW) |
| 1 juni WK-eindronde Groep A № 685 18:00 uur | Jon Dahl Tomasson 45' Jon Dahl Tomasson 83' | (details) | 47' Darío Rodríguez | Munsu Cup Stadion, Ulsan Toeschouwers: 30.157 Scheidsrechter: Saad Mane (KUW) |

|                                             |           |       |         |                                                                                         |
| 6 juni WK-eindronde Groep A № 685 20:30 uur | Frankrijk | 0 – 0 | Uruguay | Busan Asiad Main Stadion, Busan Toeschouwers: 38.289 Scheidsrechter: Felipe Ramos (MEX) |
| 6 juni WK-eindronde Groep A № 685 20:30 uur | (details) |       |         | Busan Asiad Main Stadion, Busan Toeschouwers: 38.289 Scheidsrechter: Felipe Ramos (MEX) |

|                                              |                                                                    |           |                                                               |                                                                                        |
| 11 juni WK-eindronde Groep A № 686 15:30 uur | Senegal                                                            | 3 – 3     | Uruguay                                                       | Suwon World Cup Stadion, Suwon Toeschouwers: 22.681 Scheidsrechter: Jan Wegereef (NED) |
| 11 juni WK-eindronde Groep A № 686 15:30 uur | Khalilou Fadiga 20' (pen.) Papa Bouba Diop 26' Papa Bouba Diop 38' | (details) | 46' Richard Morales 69' Diego Forlán 88' (pen.) Álvaro Recoba | Suwon World Cup Stadion, Suwon Toeschouwers: 22.681 Scheidsrechter: Jan Wegereef (NED) |

|  |  |  |  |  |  |  |  |  |

|                                     |                  |       |         |                                                                                     |
| 20 november Vriendschappelijk № 687 | Venezuela        | 1 – 0 | Uruguay | Estadio Olímpico, Caracas Toeschouwers: 26.000 Scheidsrechter: Luis Solórzano (VEN) |
| 20 november Vriendschappelijk № 687 | Ricardo Páez 48' |       |         | Estadio Olímpico, Caracas Toeschouwers: 26.000 Scheidsrechter: Luis Solórzano (VEN) |

## FIFA-wereldranglijst
| JAN | FEB | MAR | APR | MEI | JUN | JUL | AUG | SEP | OKT | NOV | DEC |
| --- | --- | --- | --- | --- | --- | --- | --- | --- | --- | --- | --- |
| 22  | 24  | 22  | 21  | 24  |     | 23  | 24  | 23  | 25  | 23  | 28  |

## Statistieken
| Fabián Carini         | 1979-12-26 | Standard Luik          | 8 | 0 | 0 | 38 | 0  |
| Gustavo Munúa         | 1978-01-27 | Club Nacional          | 2 | 1 | 0 | 9  | 0  |
| Federico Elduayén     | 1977-06-25 | Peñarol                | 0 | 1 | 0 | 1  | 0  |
| Verdediging           |            |                        |   |   |   |    |    |
| Darío Rodríguez       | 1974-09-17 | Schalke 04             | 7 | 0 | 1 | 22 | 2  |
| Gonzalo Sorondo       | 1979-10-09 | Inter Milaan           | 7 | 0 | 0 | 21 | 0  |
| Alejandro Lembo       | 1978-02-15 | Club Nacional          | 6 | 0 | 0 | 32 | 1  |
| Gustavo Méndez        | 1971-02-03 | Club Nacional          | 4 | 0 | 0 | 45 | 0  |
| Paolo Montero         | 1971-09-03 | Juventus               | 4 | 0 | 0 | 47 | 3  |
| Joe Bizera            | 1980-05-17 | Peñarol                | 3 | 1 | 0 | 10 | 1  |
| Pablo Lima            | 1981-03-26 | Danubio FC             | 2 | 0 | 0 | 6  | 1  |
| Jorge Anchén          | 1980-08-17 | Danubio FC             | 1 | 0 | 0 | 6  | 0  |
| Cristian González     | 1976-12-19 | Defensor Sporting Club | 1 | 0 | 0 | 1  | 0  |
| Damián Rodríguez      | 1974-07-27 | Sjachtar Donetsk       | 1 | 0 | 0 | 3  | 0  |
| Washington Tais       | 1972-12-21 | Real Betis Sevilla     | 1 | 0 | 0 | 18 | 0  |
| Middenveld            |            |                        |   |   |   |    |    |
| Pablo García          | 1977-05-11 | CA Osasuna             | 8 | 0 | 0 | 38 | 1  |
| Álvaro Recoba         | 1976-03-17 | Inter Milaan           | 7 | 0 | 1 | 45 | 8  |
| Gustavo Varela        | 1978-05-14 | Schalke 04             | 6 | 1 | 0 | 11 | 0  |
| Gianni Guigou         | 1975-02-22 | AS Roma                | 5 | 3 | 0 | 37 | 0  |
| Fabián O'Neill        | 1973-10-14 | Cagliari Calcio        | 4 | 0 | 1 | 19 | 2  |
| Mario Regueiro        | 1978-09-14 | Racing Santander       | 3 | 4 | 0 | 16 | 0  |
| Marcelo Romero        | 1976-07-04 | Málaga CF              | 3 | 2 | 0 | 14 | 0  |
| Rubén Olivera         | 1983-05-04 | Juventus               | 1 | 5 | 0 | 9  | 0  |
| Sebastián Eguren      | 1981-01-08 | Danubio FC             | 1 | 4 | 0 | 8  | 0  |
| Gonzalo de los Santos | 1976-07-19 | Valencia CF            | 1 | 3 | 0 | 30 | 1  |
| Óscar Javier Morales  | 1975-03-29 | Club Nacional          | 1 | 0 | 0 | 1  | 0  |
| Diego Pérez           | 1980-05-18 | Defensor Sporting Club | 0 | 3 | 0 | 11 | 0  |
| Marcelo Broli         | 1978-03-13 | CA Fénix               | 0 | 1 | 0 | 1  | 0  |
| Fabián Canobbio       | 1980-03-08 | Peñarol                | 0 | 1 | 0 | 2  | 0  |
| Ronald Ramírez        | 1976-11-23 | Montevideo Wanderers   | 0 | 1 | 0 | 1  | 0  |
| Aanval                |            |                        |   |   |   |    |    |
| Sebastián Abreu       | 1976-10-17 | Cruz Azul              | 6 | 1 | 6 | 16 | 9  |
| Darío Silva           | 1972-11-02 | Málaga CF              | 4 | 0 | 0 | 39 | 12 |
| Richard Morales       | 1975-02-21 | CA Osasuna             | 3 | 4 | 3 | 15 | 6  |
| Federico Magallanes   | 1976-08-22 | Torino FC              | 3 | 2 | 0 | 26 | 6  |
| Nicolás Olivera       | 1978-05-30 | Real Valladolid        | 3 | 1 | 0 | 25 | 8  |
| Diego Forlán          | 1979-05-19 | Manchester United      | 2 | 3 | 2 | 5  | 2  |
| Germán Hornos         | 1982-08-21 | CA Fénix               | 1 | 0 | 0 | 1  | 0  |
| Martín Ligüera        | 1980-11-09 | CA Fénix               | 1 | 0 | 0 | 1  | 0  |
| Gonzalo Vargas        | 1981-09-22 | Defensor Sporting Club | 0 | 1 | 0 | 1  | 0  |

AUF · A-internationals · Selecties · Bondscoaches · Uruguayaans vrouwenelftal · Olympisch elftal · Uruguay U21 · Uruguay U20 · Uruguay U19 · Uruguay U18 · Uruguay U17
1900 – 1909 ·
1910 – 1919 ·
1920 – 1929 ·
1930 – 1939 ·
1940 – 1949 ·
1950 – 1959 ·
1960 – 1969 ·
1970 – 1979 ·
1980 – 1989 ·
1990 – 1999 ·
2000 – 2009 ·
2010 – 2019 ·
2020 – 2029
WK 1930 · 
WK 1950 · 
WK 1954 · 
WK 1962 · 
WK 1966 · 
WK 1970 ·
WK 1974 · 
WK 1986 · 
WK 1990 · 
WK 2002 · 
WK 2010 · 
WK 2014 · 
WK 2018
OS 1924 · 
OS 1928 ·
OS 2012
1902 · 
1903 · 
1904 · 
1905 · 
1906 · 
1907 · 
1908 · 
1909 ·
1910 · 
1911 · 
1912 · 
1913 · 
1914 · 
1915 · 
1916 · 
1917 · 
1918 · 
1919 ·
1920 · 
1921 · 
1922 · 
1923 · 
1924 · 
1925 · 
1926 · 
1927 · 
1928 · 
1929 ·
1930 · 
1931 · 
1932 · 
1933 · 
1934 · 
1935 · 
1936 · 
1937 · 
1938 · 
1939 ·
1940 · 
1941 · 
1942 · 
1943 · 
1944 · 
1945 · 
1946 · 
1947 · 
1948 · 
1949 ·
1950 · 
1951 · 
1952 · 
1953 · 
1954 · 
1955 · 
1956 · 
1957 · 
1958 · 
1959 ·
1960 · 
1961 · 
1962 · 
1963 · 
1964 · 
1965 · 
1966 · 
1967 · 
1968 · 
1969 ·
1970 · 
1971 · 
1972 · 
1973 · 
1974 · 
1975 · 
1976 · 
1977 · 
1978 · 
1979 ·
1980 · 
1981 · 
1982 · 
1983 · 
1984 · 
1985 · 
1986 · 
1987 · 
1988 · 
1989 ·
1990 ·
1991 · 
1992 · 
1993 · 
1994 · 
1995 · 
1996 · 
1997 · 
1998 · 
1999 · 
2000 · 
2001 · 
2002 · 
2003 · 
2004 · 
2005 · 
2006 · 
2007 · 
2008 · 
2009 · 
2010 · 
2011 · 
2012 · 
2013 · 
2014 · 
2015 · 
2016 ·
2017 ·
2018 ·
2019 ·
2020 ·
2021 ·
2022 ·
2023 ·
2024
Algerije ·
Angola ·
Argentinië ·
Australië ·
België ·
Bolivia ·
Brazilië ·
Bulgarije ·
Canada ·
Chili ·
China ·
Colombia ·
Costa Rica ·
Cuba ·
DDR ·
Denemarken ·
Duitsland ·
Ecuador ·
Egypte ·
Engeland ·
Estland ·
 Finland ·
Frankrijk ·
Georgië ·
Ghana ·
Guatemala ·
Haïti ·
Honduras ·
Hongarije ·
Ierland ·
India ·
Indonesië ·
Irak ·
Iran ·
Israël ·
Italië ·
Ivoorkust ·
Jamaica ·
Japan ·
Joegoslavië ·
Jordanië ·
Libië ·
Luxemburg ·
Maleisië ·
Mexico ·
Marokko ·
Nederland ·
Nicaragua ·
Nieuw-Zeeland ·
Nigeria ·
Noord-Ierland ·
Noorwegen ·
Oekraïne ·
Oezbekistan ·
Oman ·
Oostenrijk ·
Panama ·
Paraguay ·
Peru ·
Polen ·
Portugal ·
Roemenië ·
Rusland ·
Saarland ·
Saoedi-Arabië ·
Schotland ·
Senegal ·
Servië & Montenegro ·
Singapore ·
Slovenië ·
Sovjet-Unie ·
Spanje ·
Tahiti ·
Thailand ·
Trinidad en Tobago · 
Tsjechië ·
Tsjecho-Slowakije ·
Tunesië · 
Turkije ·
Venezuela ·
Verenigde Arabische Emiraten ·
Verenigde Staten ·
Wales ·
Zuid-Afrika ·
Zuid-Korea ·
Zweden ·
Zwitserland
Argentinië (1986) ·
België (1990) ·
Brazilië (1950) · 
Colombia (2014) ·
Costa Rica (2014) ·
Denemarken (1986) ·
Denemarken (2002) ·
Duitsland (2010) ·
Egypte (2018) ·
Engeland (2014) ·
Frankrijk (2002) ·
Frankrijk (2010) ·
Frankrijk (2018) ·
Ghana (2010) ·
Italië (1990) ·
Italië (2014) ·
Mexico (2010) ·
Nederland (1974) ·
Nederland (2010) ·
Portugal (2018) ·
Rusland (2018) ·
Saoedi-Arabië (2018) ·
Schotland (1986) ·
Senegal (2002) ·
Spanje (1990) ·
West-Duitsland (1986) ·
Zuid-Afrika (2010) ·
Zuid-Korea (1990) ·
Zuid-Korea (2010)